# Messe de Requiem (André Campra)
Pour les articles homonymes, voir Requiem (homonymie).
La Messe de Requiem d'André Campra est une messe de requiem pour solistes, chœur et orchestre du compositeur français André Campra.

## Historique
Si André Campra a acquis une grande réputation d'auteur lyrique avec ses opéras-ballets L'Europe galante (1697) et Les Fêtes vénitiennes (1710) et ses tragédies lyriques Tancrède (1702) et Idoménée (1712), il a produit également une grande quantité de musique d'église au début de sa carrière (1694-1700) ainsi qu'à la fin de son existence (1722-1744),.
Ainsi, en 1687, Campra a écrit une première messe de Requiem pour les funérailles de Joseph Montpezat de Carbon, mais il ne reste aucune relation de cette cérémonie ni aucune musique.
Après sa période lyrique, Campra revient au motet en 1722-1723 lorsqu'il succède à Michel-Richard de Lalande au poste de compositeur de la Chapelle Royale.
Au sein de cette production religieuse, sa Messe de Requiem (ou Messe de Mort, et non Messe des Morts) occupe une place particulière, bien que l'absence de documents témoignant de sa première exécution empêche sa datation. 
Cette messe avec un grand chœur à 5 voix pourrait avoir été écrite pour la cathédrale Notre-Dame de Paris puis révisée ensuite : ce pourrait en effet être une version révisée d'une Messe des morts composée par Campra pour le service funèbre célébré le 23 novembre 1695 pour l'archevêque de Paris François Harlay de Champvallon, décédé le 6 août de la même année,.
Le Requiem de Campra n'a pas connu la même célébrité que le Requiem de Jean Gilles car on n'en connaît que 3 copies.
En 1761, la Messe de Requiem de Campra est chantée par plus de 50 musiciens de l'Académie et du concert de la ville de Marseille lors d'un service solennel en l'honneur du jeune duc de Bourgogne Louis de France, fils aîné du dauphin mort à l'âge de 10 ans.
Vers la fin du XVIIIe siècle, on en donne parfois des exécutions mélangées avec le requiem de Jean Gilles.

## Structure
Ce requiem au style brillant est composé de sept parties, comme le Requiem de Jean Gilles :
1. Requiem
2. Kyrie
3. Graduel
4. Offertoire
5. Sanctus
6. Agnus Dei
7. Postcommunion

## Discographie
- 1960 : Messe de Requiem, par les Chorales Philippe Caillard et Stéphane Caillat avec l'Orchestre de chambre Jean-François Paillard, dir. Louis Frémaux, avec Edith Selig et Jocelyne Chamonin (sopranos), André Meurant et Jean-Jacques Lesueur (ténors), Georges Abdoun (basse) et Marie-Claire Alain (orgue)

- 1981 : Messe des Morts par The Monteverdi Choir et The English Baroque Soloists, dir. John Eliot Gardiner, avec Judith Nelson et Dinah Harris (sopranos), Jean-Claude Oriac et Wynford Evans (ténors), Stephen Roberts (basse) (Erato)

- 1987 : Messe de Requiem, par le Chœur et orchestre de La Chapelle royale, dirigés par Philippe Herreweghe, avec Elisabeth Baudry et Monique Zanetti (sopranos), Josep Benet (haute-contre), John Elwes (ténor) et Stephen Varcoe (basse) (Harmonia Mundi HMC 901251)

- 1991 : Requiem et motet Benedictus Dominus, par Le Concert Spirituel, dir. Hervé Niquet, avec Véronique Gens et Anne Gotkovski (dessus), Jean-Paul Fouchécourt (haute-contre), Joseph Cornwell (taille), Peter Harvey (basse taille) (Adda)

- 1993 : Requiem et Miserere, par Les Pages de la Chapelle et La Grande Écurie et la Chambre du Roy, dir. Jean-Claude Malgoire, avec Dominique Visse (contreténor), Gilles Ragon (ténor) et Peter Harvey (basse)